# Столунь
Столунь (пол. Stołuń, нім. Stalun) — село в Польщі, у гміні Пщев Мендзижецького повіту Любуського воєводства.
Населення — 339 осіб (2011).
У 1975-1998 роках село належало до Гожовського воєводства.

## Демографія
Демографічна структура станом на 31 березня 2011 року:
|          | Загалом | Допрацездатний вік | Працездатний вік | Постпрацездатний вік |
| -------- | ------- | ------------------ | ---------------- | -------------------- |
| Чоловіки | 169     | 32                 | 114              | 23                   |
| Жінки    | 170     | 40                 | 93               | 37                   |
| Разом    | 339     | 72                 | 207              | 60                   |